# Kopydłówek (województwo łódzkie)
Kopydłówek – wieś w Polsce położona w województwie łódzkim, w powiecie wieluńskim, w gminie Biała.
W latach 1975–1998 miejscowość administracyjnie należała do województwa sieradzkiego.

## Urodzeni w Kopydłówku
- Mieczysław Skirmunt – polski aktor i reżyser teatralny, dyrektor teatrów wędrownych oraz warszawskich teatrów ogródkowych[3].